# 3862 Agekian
3862 Agekian este un asteroid din centura principală, descoperit pe 18 mai 1972 de Tamara Smirnova.